# 扎切爾涅奇亞
51°17′5″N 24°20′37″E / 51.28472°N 24.34361°E
扎切爾涅奇亞（烏克蘭語：Зачернеччя），是烏克蘭的村落，位於該國西部沃倫州，由科韋利區負責管轄，始建於1560年，面積1.67平方公里，海拔高度194米，2001年人口618，人口密度每平方公里370.1人。